# 王玉玲
王玉玲（1964年9月4日—1993年1月25日），台灣女演員，中華電視公司基本演員之一，畢業於及華視訓練中心演員訓練班，代表作品有《京城四少》及《不歸路》。1991年，王玉玲在鄉城唱片發行唯一的專輯唱片《是不是該談談的時候》。1993年1月25日，王玉玲偕男友在夏威夷度假時，搭乘直昇機參觀基拉韋厄火山，因火山灰造成機械故障而墜機於海上，王玉玲當場喪命，得年28歲。華視製播電視專輯《永遠的女兒：王玉玲紀念專輯》，悼念王玉玲。
1993年2月21日，王玉玲喪禮在臺北市立第二殯儀館舉行，公祭之後發引至臺北縣八里鄉明園安葬。

## 作品

### 電影
| 年份   | 片名                  | 飾演     |
| 1989年 | 《天龍地虎》          | 護士     |
| 1990年 | 《嫁到宫裡的男人》    | 滿珠     |
| 1990年 | 《成功嶺2：全面出擊》 | 唱歌教官 |

### 電視劇
- 由於王玉玲為華視基本演員，演出戲劇均在華視播出，故不再列出播出頻道。

| 年份   | 劇名                                              | 角色             |
| 1983年 | 《煙雨江南》                                      |                  |
| 1984年 | 《江南遊龍》                                      |                  |
| 1984年 | 《飛花逐月》                                      | 文雀             |
| 1984年 | 《河山春曉》                                      |                  |
| 1984年 | 《陸小鳳》                                        | 孫秀青           |
| 1984年 | 《雲的故鄉》                                      |                  |
| 1984年 | 《華視劇展－夕陽慢慢走》                          |                  |
| 1984年 | 《華視劇展－影子》                                |                  |
| 1984年 | 《大俠沈勝衣－血蝙蝠》                            | 方筠             |
| 1984年 | 《金玉劇坊－ 孔雀東南飛》                         | 桐花             |
| 1984年 | 《金玉劇坊－梁山伯與祝英台》                      | 銀心             |
| 1984年 | 《金玉劇坊－ 順治與董小宛》                       | 全銀姬           |
| 1984年 | 《華視劇展－天才》                                |                  |
| 1985年 | 《婆婆媽媽劇場》                                  |                  |
| 1985年 | 《藍與黑》                                        | 香港小護士       |
| 1987年 | 《蜀中無大將》                                    |                  |
| 1987年 | 《千金難買好鄰居》                                |                  |
| 1987年 | 《小人物立大功》                                  | 天字第一號       |
| 1988年 | 《華視藝術季─彩虹的故鄉》                         |                  |
| 1988年 | 《華視劇展－選擇結局》                            |                  |
| 1988年 | 《愛的故事－孤星淚》                              | 櫻子             |
| 1989年 | 《甜蜜寶貝》                                      |                  |
| 1989年 | 《不了情》                                        | 海倫             |
| 1989年 | 《華視劇展－野菊與玫瑰》                          |                  |
| 1989年 | 《華視劇展－單身女貴族》                          | 秀芳             |
| 1989年 | 《一往情深》                                      | 莊愛蓮           |
| 1989年 | 《婉君》                                          | 崔尚琪           |
| 1989年 | 《啞妻》                                          | 姜巧絹           |
| 1990年 | 《不歸路》                                        | 李芸兒           |
| 1990年 | 《盲點》                                          | 齊子沅           |
| 1990年 | 《華視劇展－小市民的天空系列(6)：紅綠燈下的阿旺》 | 林火旺的妻子     |
| 1990年 | 《華視劇展－小市民的天空系列(10)：母親》          | 張惠             |
| 1991年 | 《江湖兒女情》                                    | 孫金妹           |
| 1991年 | 《七億新娘》                                      | 徐巧玲           |
| 1991年 | 《福星福將》                                      | 蘇寶寶           |
| 1991年 | 《經典劇場－床邊愛情故事系列：荒唐的愛》          |                  |
| 1991年 | 《經典劇場－床邊愛情故事系列：遺忘的愛》          | 李念             |
| 1991年 | 《京城四少》                                      | 葉雨桐           |
| 1992年 | 《我們這一班》                                    | 葉雲             |
| 1992年 | 《今生無悔》                                      | 邵念渝           |
| 1992年 | 《紅樓夢》                                        | 史湘雲（未完成） |
| 1992年 | 《大紅燈籠高高掛》                                | 陳憶惠（未完成） |

### 綜藝
| 年份   | 頻道 | 節目                                                 | 備註                       |
| 1991年 | 華視 | 《連環泡》之【朋友向前行】                           | 短劇演出                   |
| 1991年 | 華視 | 《連環泡》之【親密關係】                             | 來賓                       |
| 1991年 | 華視 | 《連環泡》之【本週推薦電影】                         | 短劇演出                   |
| 1991年 | 華視 | 《連環泡》之【十分有趣】                             | 與馮翊綱主持               |
| 1991年 | 華視 | 《連環泡》之【一家親】                               | 來賓                       |
| 1991年 | 華視 | 《連環泡》之【十分有趣】廣播劇                       | 短劇演出                   |
| 1991年 | 華視 | 綜藝萬花筒                                           | 來賓                       |
| 1991年 | 華視 | 《華視20週年台慶晚會》之【梁山伯與祝英台】黃梅調短劇 | 與梁雁翎演出               |
| 1992年 | 華視 | 三羊開泰慶新年                                       | 主持                       |
| 1992年 | 華視 | 歡樂嘉年華                                           | 主持                       |
| 1992年 | 華視 | 《連環泡》之【連環出招泡】                           | 與澎恰恰主持               |
| 1992年 | 華視 | 《連環泡》之【經典泡】—第六感生不如死戀              | 與鄧安寧、趙自強、比莉演出 |
| 1992年 | 華視 | 《笑星撞地球》之【同甘不共苦】                       | 來賓                       |

### 廣告
- 可口企業「歐斯麥蘇打夾心」
- 卡好大水餃
- 三和牌衣櫥

## 專輯
| 年份   | 唱片公司 | 專輯                   | 曲目 |
| 1991年 | 鄉城唱片 | 《是不是該談談的時候》 | 1. 是不是該談談的時候？(詞：許懷泉 曲：蔣三省) 2. DON'T CRY BABY TONIGHT(詞：張守珍 曲：黃國倫) 3. 無言以對(詞：黃雅莉 曲：Box Plus) 4. 一直想你(詞：娃娃 曲：鈕大可) 5. 籐與樹(詞：陳昭儀 曲：歐陽永適) 6. 再一次裝扮孤單的心(詞：許懷泉 曲：鈕大可/黃麗星) 7. 誰也不敢說(詞：黃浩然 曲：鈕大可) 8. 我不在乎這難過(詞：葉旋 曲：葉旋) 9. 別說不懂愛情(詞：黃雅莉 曲：Box Plus) 10. 是不是該談談的時候(音樂) |

## 軼事
2018年9月，藝人徐乃麟透露，他剛出道時一個月賺新台幣2000元，朋友介紹他賣保險，他在拍電視劇時認識王玉玲，王玉玲跟他買新台幣5萬元保險。1993年王玉玲墜機過世，「我到她們家致意，她的家境不好，她的家人告訴我『還好當時有買保險』，賠了（新台幣）300～400萬元。」

## 外部連結
- 王玉玲在香港影庫上的簡介